# Reattivo di Folin-Ciocâlteu
Il reattivo di Folin-Ciocalteu è una miscela in soluzione acquosa di fosfomolibdato e fosfotungstato utilizzata in chimica analitica per la determinazione dei fenoli e dei polifenoli.
La tecnica iniziale, sviluppata da Otto Folin e Vintilă Ciocâlteu nel 1927 per l'analisi della tirosina, prevedeva l'utilizzo di una soluzione di molibdato e tungstato; in seguito furono definite meglio le condizioni di reazione anche grazie all'utilizzo dei corrispondenti eteropoliacidi di fosforo. La riduzione in ambiente alcalino del reattivo porta alla formazione di anioni del tipo (PMoW11O40)4− di colore blu, la lettura avviene a 765 nm.
Si tratta comunque di un reattivo non specifico che reagisce anche con altre specie riducenti, tant'è che viene utilizzato anche per altri analiti:
proteine (saggio di Lowry) e composti contenenti azoto.